# Spilosoma robusta
Spilosoma robusta là một loài bướm đêm thuộc phân họ Arctiinae, họ Erebidae.